# Jacques François Édouard Hervieux

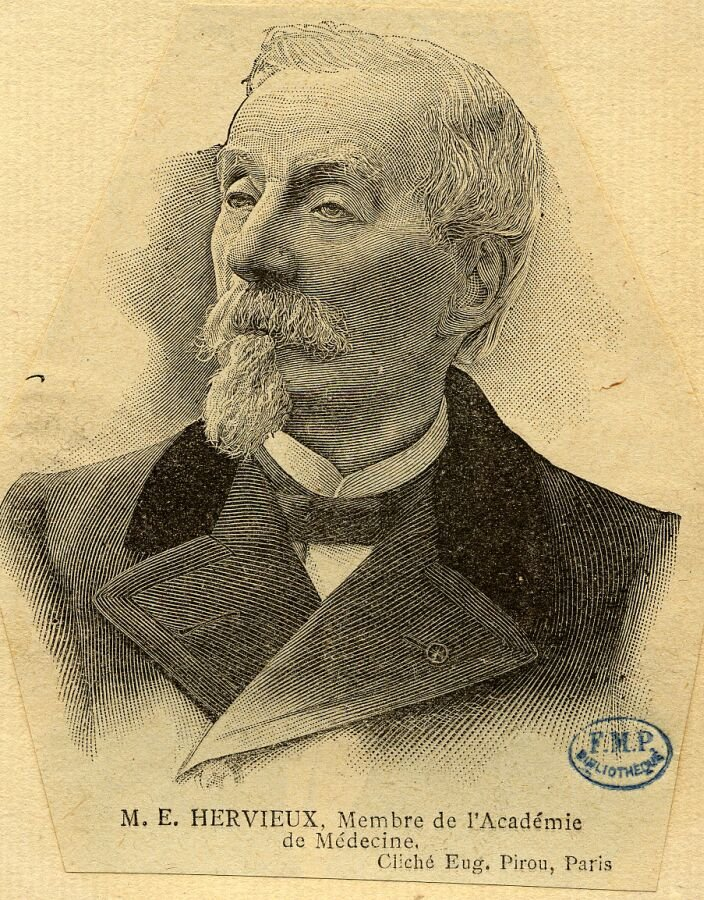
Jacques François Édouard Hervieux

Jacques François Édouard Hervieux (* 3. September 1818 in Louviers, Frankreich; † 31. März 1905) war ein französischer Mediziner.

## Leben
Jacques Hervieux kam am 3. September 1818 im französischen Louviers zur Welt. Er durchlief die Oberschule in Rouen, die er 1838 abschloss. Nach seinem Umzug nach Paris erwarb er dort 1841 den Titel eines Bakkalaureus der Wissenschaften. Anschließend studierte er an der medizinischen Fakultät. 1847 verteidigte er seine Dissertation zu Erlangung des medizinischen Doktorgrades. Sie trug den Titel De l’Ictère des Nouveau-nés (deutsche Übersetzung: Von der Neugeborenenikterus|Gelbsucht der Neugeborenen). Darin fasste er seine systematischen Beobachtungen an zahlreichen Kindern zusammen. Seine Erkenntnisse über Häufigkeit und Verlauf der Neugeborenengelbsucht sind teilweise heute noch von Relevanz. Während seines weiteren Lebens veröffentlichte Hervieux zahlreiche weitere Arbeiten zu verschiedenen geburtshilflichen und neonatologischen Themen. Von der klinischen Arbeit als Leiter eines Entbindungsheimes des zog er sich im Alter von 65 Jahren in den Ruhestand zurück. Fünf Jahre später wurde er trotzdem zum Direktor des Immunisierungsdienstes ernannt. 1892 wurde er mit der Rosette der Ehrenlegion ausgezeichnet und 1896 mit der Präsidentschaft der Medizinischen Akademie geehrt. Hervieux starb am 31. März 1905 im Alter von 86 Jahren.